# Клавдія Ремер
Клавдія Ремер (нім. Claudia Römer, нар. 1956) — австрійська тюрколог. Нагороджена Орденом Турецької Республіки «За заслуги» (2014).
Освіта: Віденський університет (1974-1980), вивчала тюркологію та арабістику. 